# Yanina Wickmayer
Yanina Wickmayer (Lier, 20 ottobre 1989) è un'ex tennista belga.
È stata la tennista numero uno belga per circa un anno e mezzo, in seguito al ritiro di Justine Henin e Kim Clijsters. In carriera ha vinto 5 titoli WTA in singolare, più un'ulteriore vittoria nel circuito WTA 125, e nel 2009 ha raggiunto la semifinale all'US Open, ad oggi suo miglior risultato in una prova del Grande Slam. Ad aprile dell'anno successivo ha raggiunto il suo best ranking a livello mondiale, ovvero il dodicesimo posto.

## Biografia
Figlia di Marc Wickmayer e Daniella Dannevoye, inizia a giocare a tennis all'età di 9 anni, in seguito alla prematura scomparsa della madre per cancro.
Per superare quel difficile periodo, il padre organizza infatti un viaggio negli Stati Uniti all'accademia tennistica di Saddlebrook, in Florida, allo scopo di offrire alla figlia un po' di svago e distrazione, e fu li che quello che era iniziato come un gioco diventerà qualcosa di molto più importante nella sua vita: pur avendo iniziato a giocare ad un'età relativamente avanzata per questo sport, Yanina dimostra ben presto di essere molto dotata per il tennis, e chiunque la vedeva in azione sul campo faticava a credere che avesse appena iniziato a giocare.
La ricerca della perfezione e la motivazione hanno infatti contraddistinto Yanina fin dalla prima infanzia: prima di iniziare a giocare a tennis praticava il Taekwondo, sport che si adattava perfettamente alla sua personalità e che richiede enorme disciplina ed autocontrollo.
Dopo aver partecipato ad uno stage tennistico al tennis club Zevenbergen, Yanina decide di lasciare il Taekwondo per dedicarsi esclusivamente al tennis.
Il padre, vedendo le grandi potenzialità della figlia ed il suo amore per il tennis, decide quindi di ritornare a Saddlebrook e di stabilirvisi, permettendo quindi alla figlia di allenarsi quanto più desiderasse, ritornando in Belgio due volte l'anno per far visita ai nonni ma anche per poter partecipare ai principali tornei del circuito junior.
Le viene offerta anche la possibilità di frequentare la Bollettieri Academy, ma rifiuta per non avere addosso troppe pressioni all'età di soli dieci anni.
Due anni dopo Yanina lascia la Florida per far ritorno in Belgio, dove Ivo Van Aken, allora direttore tecnico della Vlaamse Tennisvereninging (l'associazione tennistica fiamminga) le offre un posto nella divisione giovanile, rimanendovi per due anni prima di ingaggiare un allenatore personale.
Nel 2003 inizia a giocare nel circuito giovanile ITF, conquistando il suo primo titolo in agosto in doppio a Clermont-Ferrand, affiancata da Tatiana Cutrona.
Nel 2004 inizia a giocare come professionista, vincendo in doppio altri tre titoli nel 2004, uno nel 2005 ed uno nel 2006.
Nel 2006 inizia la salita della classifica WTA, con primo successo in singolare a febbraio, in Bolivia, e raggiungerà la finale ad Edimburgo dopo aver superato le qualificazioni.
Vince quindi il suo primo titolo ITF a Koksijde, in Belgio, e dopo aver trascorso la fine dell'anno in Sud America per raccoglier punti, chiude il 2006 entrando nelle prime 500 del mondo.
Dopo un inizio dell'anno piuttosto lento, nell'aprile 2007 fa la sua prima apparizione in Fed Cup contro Venus Williams, perdendo 6-1 6-2.
Yanina gioca di nuovo in Fed Cup a luglio, contro la Cina, battendo Yan Zi 7-5 7-6, e chiuderà l'anno intorno al numero 175 del ranking mondiale dopo aver vinto il suo primo torneo da 25.000 $ ed una serie di successi nei tornei asiatici.
Nel 2008, a Birmingham, raggiunge la sua prima finale in un torneo WTA ed in autunno decide di ingaggiare Glen Schaap come coach, ma dopo una breve collaborazione capisce che non è la persona giusta per guidarla e sceglie quindi di farsi seguire da Carlos Rodriguez, coach di Justine Henin.
Anche la collaborazione con Rodriguez però non dura a lungo: Rodriguez non è disposto ad accompagnarla durante i suoi viaggi, ma soprattutto Yanina non accetta i cambiamenti che Rodriguez cerca di imporre al suo gioco, specialmente nel servizio.

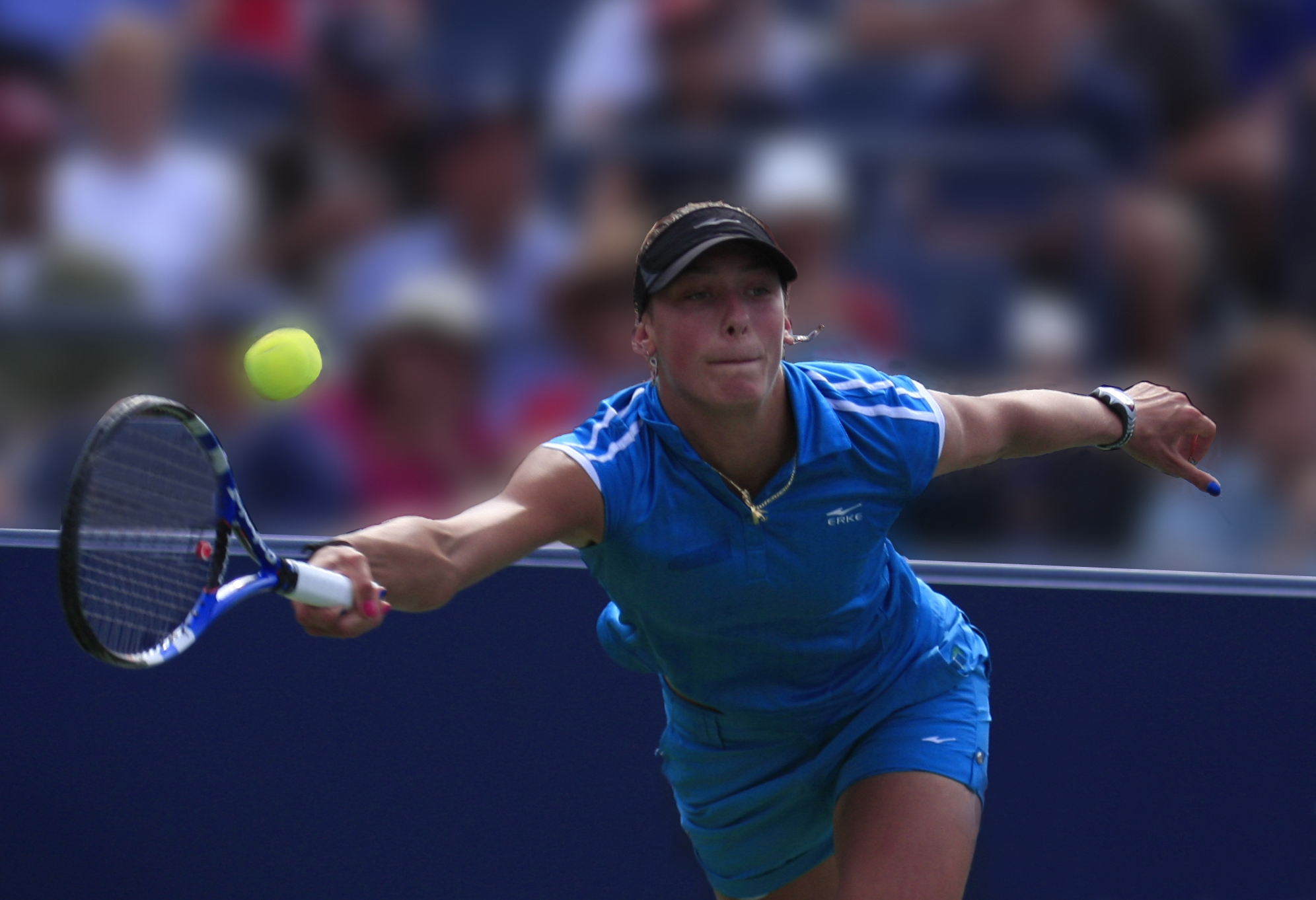
Yanina Wickmayer durante il match disputato agli US Open 2009 contro la ceca Petra Kvitová

Nell'aprile 2009 Yanina riprende quindi a viaggiare con il padre, venendo occasionalmente seguita dalla sua precedente allenatrice Ann Devries, la quale non proverà a fare della Wickmayer una giocatrice diversa.
Immediatamente arrivano i primi importanti successi: vince il titolo ad Estoril, raggiunge il secondo turno del Roland Garros e la finale a Rosmalen, entrando quindi tra le prime 50 del mondo, raggiunge la semifinale degli US Open e conquista il suo secondo titolo WTA a Linz, chiudendo il 2009 al 16º posto del ranking WTA e diventando la tennista nº2 del Belgio, preceduta da Kim Clijsters.
Inizia il 2010 vincendo il torneo di Auckland, dove batte in finale Flavia Pennetta, allora nº12 WTA; raggiunge gli ottavi di finale degli Australian Open, il terzo turno del Roland Garros e Wimbledon ed il quarto agli US Open, e vince il suo secondo titolo WTA dell'anno a Torhout, il terzo in carriera; chiude l'anno al 23º posto del ranking.

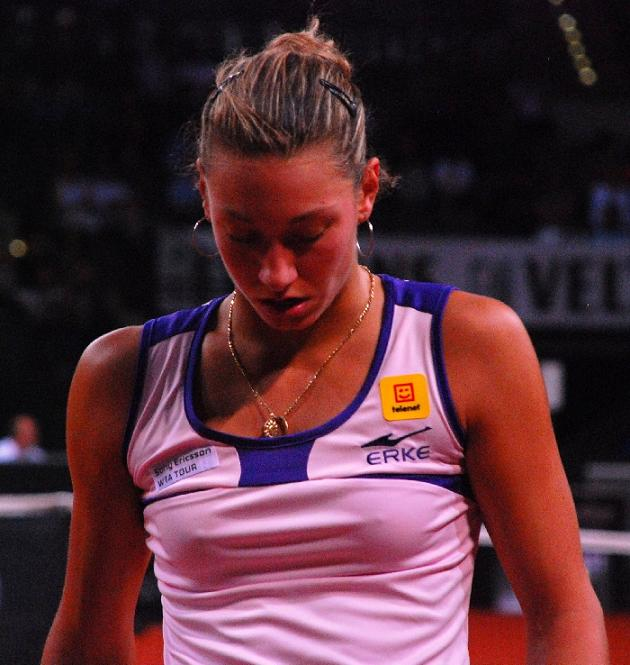
Yanina Wickmayer al torneo di Stoccarda nel 2010

Nel 2011 raggiunge di nuovo la finale ad Auckland ma non riesce a difendere il titolo, cedendo lo scettro in finale all'ungherese Gréta Arn; raggiunge poi la semifinale di Indian Wells, dove perde contro Marion Bartoli.
Nel 2012 inizia l'anno al 26º posto della classifica, durante il quale raggiunge le finali di Hobart e Bad Gastein, senza però aggiudicarsi alcun titolo e chiudendo al 23º posto in classifica.
Inizia il 2013 perdendo in finale ad Auckland contro la nr. 4 del mondo Agnieszka Radwańska. La settimana successiva la Wickmayer perde già al primo turno del torneo di Sydney contro la kazaka Galina Voskoboeva proveniente dalle qualificazioni. Agli Australian Open esce di scena al terzo turno contro Marija Kirilenko. Al Roland Garros esce al primo turno contro la qualificata Anna Karolina Schmiedlova.

## Vita privata
Nel 2014 le è stata diagnosticata la malattia di Lyme.
Nel 2017 ha sposato il calciatore olandese Jérôme Van der Zijl.

## Curiosità
- Per la scelta del nome, i genitori di Yanina si sono ispirati a Diego Armando Maradona, la cui figlia si chiama appunto Yanina. Il suo cognome, Wickmayer, ha invece origini austriache.

## Statistiche WTA

### Singolare

#### Vittorie (5)
| Legenda               | Legenda      |
| --------------------- | ------------ |
| Grande Slam (0)       |              |
| Ori Olimpici (0)      |              |
| WTA Finals (0)        |              |
| WTA Elite Trophy (0)  |              |
| Dal 2009 al 2020      | Dal 2021     |
| Premier Mandatory (0) | WTA 1000 (0) |
| Premier 5 (0)         | WTA 1000 (0) |
| Premier (0)           | WTA 500 (0)  |
| International (5)     | WTA 250 (0)  |

| N. | Data              | Torneo                      | Superficie  | Avversaria in finale | Punteggio     |
| 1. | 9 maggio 2009     | Estoril Open, Estoril       | Terra rossa | Ekaterina Makarova   | 7-5, 6-2      |
| 2. | 18 ottobre 2009   | Austria Ladies Linz, Linz   | Cemento (i) | Petra Kvitová        | 6-3, 6-4      |
| 3. | 9 gennaio 2010    | ASB Classic, Auckland       | Cemento     | Flavia Pennetta      | 6-3, 6-2      |
| 4. | 20 settembre 2015 | Japan Women's Open, Tokyo   | Cemento     | Magda Linette        | 4-6, 6-3, 6-3 |
| 5. | 24 luglio 2016    | Washington Open, Washington | Cemento     | Lauren Davis         | 6-4, 6-2      |

#### Sconfitte (7)
| Legenda              | Legenda               | Legenda      |
| -------------------- | --------------------- | ------------ |
| Grande Slam (0)      |                       |              |
| Argenti Olimpici (0) |                       |              |
| WTA Finals (0)       |                       |              |
| WTA Elite Trophy (0) |                       |              |
| Prima del 2009       | Dal 2009 al 2020      | Dal 2021     |
| Tier I (0)           | Premier Mandatory (0) | WTA 1000 (0) |
| Tier II (0)          | Premier 5 (0)         | WTA 1000 (0) |
| Tier III (1)         | Premier (0)           | WTA 500 (0)  |
| Tier IV (0)          | International (5)     | WTA 250 (0)  |
| Tier V (0)           | International (5)     | WTA 250 (0)  |

| N. | Data            | Torneo                          | Superficie  | Avversaria in finale | Punteggio           |
| 1. | 9 giugno 2008   | Birmingham Classic, Birmingham  | Erba        | Kateryna Bondarenko  | 6(7)-7, 6-3, 6(4)-7 |
| 2. | 20 giugno 2009  | Rosmalen Open, 's-Hertogenbosch | Erba        | Tamarine Tanasugarn  | 3-6, 5-7            |
| 3. | 8 gennaio 2011  | ASB Classic, Auckland           | Cemento     | Gréta Arn            | 3-6, 3-6            |
| 4. | 15 gennaio 2012 | Hobart International, Hobart    | Cemento     | Mona Barthel         | 1-6, 2-6            |
| 5. | 17 giugno 2012  | Gastein Ladies, Bad Gastein     | Terra rossa | Alizé Cornet         | 5-7, 6(1)-7         |
| 6. | 5 gennaio 2013  | ASB Classic, Auckland (2)       | Cemento     | Agnieszka Radwańska  | 4-6, 4-6            |

### Doppio

#### Vittorie (4)
| Legenda               | Legenda      |
| --------------------- | ------------ |
| Grande Slam (0)       |              |
| Ori Olimpici (0)      |              |
| WTA Finals (0)        |              |
| WTA Elite Trophy (0)  |              |
| Dal 2009 al 2020      | Dal 2021     |
| Premier Mandatory (0) | WTA 1000 (0) |
| Premier 5 (0)         | WTA 1000 (0) |
| Premier (0)           | WTA 500 (0)  |
| International (2)     | WTA 250 (2)  |

| N. | Data              | Torneo                       | Superficie  | Compagna            | Avversarie in finale               | Punteggio   |
| 1. | 20 ottobre 2013   | Luxembourg Open, Lussemburgo | Cemento (i) | Stephanie Vogt      | Kristina Barrois Laura Thorpe      | 7-6(2), 6-4 |
| 2. | 23 luglio 2016    | Washington Open, Washington  | Cemento     | Monica Niculescu    | Shūko Aoyama Risa Ozaki            | 6-4, 6-3    |
| 3. | 25 settembre 2022 | Korea Open, Seul             | Cemento     | Kristina Mladenovic | Asia Muhammad Sabrina Santamaria   | 6-3, 6-2    |
| 4. | 30 luglio 2023    | Poland Open, Varsavia        | Cemento     | Heather Watson      | Weronika Falkowska Katarzyna Piter | 6-4, 6-4    |

#### Sconfitte (2)
| Legenda               | Legenda      |
| --------------------- | ------------ |
| Grande Slam (0)       |              |
| Argenti Olimpici (0)  |              |
| WTA Finals (0)        |              |
| WTA Elite Trophy (0)  |              |
| Dal 2009 al 2020      | Dal 2021     |
| Premier Mandatory (0) | WTA 1000 (0) |
| Premier 5 (0)         | WTA 1000 (0) |
| Premier (1)           | WTA 500 (0)  |
| International (1)     | WTA 250 (0)  |

| N. | Data              | Torneo                          | Superficie | Compagna           | Avversarie in finale          | Punteggio         |
| 1. | 19 giugno 2009    | Rosmalen Open, 's-Hertogenbosch | Erba       | Michaëlla Krajicek | Sara Errani Flavia Pennetta   | 4-6, 7-5, [11-13] |
| 2. | 15 settembre 2019 | Zhengzhou Open, Zhengzhou       | Cemento    | Tamara Zidanšek    | Nicole Melichar Květa Peschke | 1-6, 6(2)-7       |

## Circuito WTA 125

### Singolare

#### Vittorie (1)
| N. | Data             | Torneo                     | Superficie | Avversaria in finale | Punteggio   |
| 1. | 29 novembre 2015 | Carlsbad Classic, Carlsbad | Cemento    | Nicole Gibbs         | 6-3, 7-6(4) |

#### Sconfitte (1)
| N. | Data             | Torneo                     | Superficie    | Avversaria in finale | Punteggio |
| 1. | 10 novembre 2013 | Taipei Ladies Open, Taipei | Sintetico (i) | Alison Van Uytvanck  | 4-6, 2-6  |

### Doppio

#### Vittorie (1)
| N. | Data         | Torneo                                | Superficie | Compagna        | Avversarie in finale      | Punteggio |
| 1. | 3 marzo 2018 | Indian Wells Challenger, Indian Wells | Cemento    | Taylor Townsend | Jennifer Brady Vania King | 6-4, 6-4  |

#### Sconfitte (3)
| N. | Data            | Torneo                                  | Superficie | Compagna        | Avversarie in finale              | Punteggio   |
| 1. | 22 aprile 2018  | Zhengzhou Open, Zhengzhou               | Cemento    | Naomi Broady    | Duan Yingying Wang Yafan          | 6(5)-7, 3-6 |
| 2. | 26 gennaio 2019 | Newport Beach Challenger, Newport Beach | Cemento    | Taylor Townsend | Hayley Carter Ena Shibahara       | 3-6, 6(1)-7 |
| 3. | 2 marzo 2019    | Indian Wells Challenger, Indian Wells   | Cemento    | Taylor Townsend | Kristýna Plíšková Evgenija Rodina | 6(7)-7, 4-6 |

## Statistiche ITF

### Singolare

#### Vittorie (14)
| Torneo $100.000 (3) |
| Torneo $80.000 (0)  |
| Torneo $75.000 (0)  |
| Torneo $60.000 (0)  |
| Torneo $50.000 (2)  |
| Torneo $40.000 (1)  |
| Torneo $25.000 (5)  |
| Torneo $15.000 (0)  |
| Torneo $10.000 (3)  |

| N.  | Data             | Torneo                                                         | Superficie  | Avversaria in finale | Score                 |
| 1.  | 20 agosto 2006   | Flanders Ladies Trophy Koksijde, Koksijde                      | Terra rossa | Kristina Steiert     | 6-4, 6-1              |
| 2.  | 19 novembre 2006 | ITF Women's Circuit Florianopolis, Florianópolis               | Terra rossa | Estefania Craciún    | 6-1, 6-0              |
| 3.  | 26 novembre 2006 | ITF Women's Circuit Cordoba, Córdoba                           | Terra rossa | Teliana Pereira      | 6-1, 6(4)-7, 6-0      |
| 4.  | 29 luglio 2007   | Open GDF SUEZ des Contamines-Montjoie, Les Contamines-Montjoie | Cemento     | Julie Coin           | 6-2, 7-6(3)           |
| 5.  | 28 ottobre 2007  | Tokyu Harvest Cup Hamanako, Hamanako                           | Sintetico   | Junri Namigata       | 4-6, 6-4, 6-2         |
| 6.  | 11 novembre 2007 | ITF Women's Circuit Taizou, Taizou                             | Cemento     | Han Xinyun           | 6-2, 6-2              |
| 7.  | 18 novembre 2007 | ITF Women's Circuit Kunming, Kunming                           | Cemento     | Urszula Radwańska    | 7-5, 6-4              |
| 8.  | 11 maggio 2008   | Audi Melbourne Pro Tennis Classic, Indian Harbour Beach        | Terra verde | Bethanie Mattek      | 6-4, 7-5              |
| 9.  | 22 febbraio 2009 | City Of Surprise Women's Open, Surprise                        | Cemento     | Julia Vakulenko      | 6(0)-7, 6-3, 4-3 rit. |
| 10. | 17 ottobre 2010  | Koddaert Ladies Open, Torhout                                  | Cemento (i) | Simona Halep         | 6-3, 6-2              |
| 11. | 18 febbraio 2018 | City Of Surprise Women's Open, Surprise                        | Cemento     | Ana Sofía Sánchez    | 3-6, 6-3, 6-4         |
| 12. | 15 gennaio 2023  | Tallink Open, Tallinn                                          | Cemento (i) | Lina Ǵorčeska        | 6-1, 2-0, rit.        |
| 13. | 14 maggio 2023   | Empire Tennis Academy Open, Trnava                             | Terra rossa | Greet Minnen         | 6-0, 6-3              |
| 14. | 11 giugno 2023   | Surbiton Trophy, Surbiton                                      | Erba        | Katie Swan           | 2-6, 6-4, 7-6(1)      |

#### Sconfitte (10)
| Torneo $100.000 (0) |
| Torneo $80.000 (0)  |
| Torneo $75.000 (1)  |
| Torneo $60.000 (1)  |
| Torneo $50.000 (4)  |
| Torneo $40.000 (1)  |
| Torneo $25.000 (1)  |
| Torneo $15.000 (0)  |
| Torneo $10.000 (2)  |

| N.  | Data             | Torneo                                                          | Superficie  | Avversaria in finale | Score         |
| 1.  | 14 maggio 2006   | AEGON Pro Series Edinburgh, Edimburgo                           | Terra rossa | Mari Andersson       | 6–0, 1–6, 3–6 |
| 2.  | 15 aprile 2007   | Koddaert Ladies Open, Torhout                                   | Cemento (i) | Claire Feuerstein    | 4-6, 4-6      |
| 3.  | 4 novembre 2007  | ITF Women's Circuit Taoyuan, Taoyuan                            | Cemento     | Akiko Morigami       | 4–6, 6(5)-7   |
| 4.  | 16 marzo 2008    | ITF Women's Circuit New Delhi, New Delhi                        | Cemento     | Kacjaryna Dzehalevič | 6–2, 3–6, 2–6 |
| 5.  | 13 aprile 2008   | Torneo Internacional de Tenis Femenino Ciudad de Monzón, Monzón | Cemento     | Petra Kvitová        | 6-2, 4-6, 5-7 |
| 6.  | 1º marzo 2009    | Sheriff Jim Coats Clearwater Women's Open, Clearwater           | Cemento     | Julie Coin           | 3-6, 1-1 rit. |
| 7.  | 17 maggio 2009   | Open GDF SUEZ de Midi-Pyrénées, Saint-Gaudens                   | Terra rossa | Nastas'sja Jakimava  | 5–7, 6(0)-7   |
| 8.  | 16 febbraio 2019 | AEGON Pro Series Shrewsbury, Shrewsbury                         | Cemento (i) | Vitalija D'jačenko   | 7-5, 1-6, 4-6 |
| 9.  | 29 maggio 2022   | Netanya Open, Netanya                                           | Cemento     | Priscilla Hon        | 1-6, 3-6      |
| 10. | 26 febbraio 2023 | Engie Open de Mâcon, Mâcon                                      | Cemento (i) | Jessika Ponchet      | 3-6, 6-2, 4-6 |

### Doppio

#### Vittorie (17)
| Torneo $100.000 (3) |
| Torneo $80.000 (0)  |
| Torneo $75.000 (1)  |
| Torneo $60.000 (5)  |
| Torneo $50.000 (1)  |
| Torneo $40.000 (1)  |
| Torneo $25.000 (3)  |
| Torneo $15.000 (0)  |
| Torneo $10.000 (3)  |

| N.  | Data             | Torneo                                                                                                 | Superficie    | Compagna                 | Avversarie in finale                   | Punteggio        |
| 1.  | 11 novembre 2006 | ITF Women's Circuit Itajai, Itajaí                                                                     | Terra rossa   | Teliana Pereira          | Fernanda Hermenegildo Monika Kochanova | 6-3, 6-3         |
| 2.  | 26 novembre 2006 | ITF Women's Circuit Cordoba, Córdoba                                                                   | Terra rossa   | Teliana Pereira          | Florencia Molinero Veronica Spiegel    | 7-5, 6-4         |
| 3.  | 18 maggio 2007   | ITF Women's Circuit Trivandrum, Thiruvananthapuram                                                     | Terra rossa   | Lauren Albanese          | Nicole Clerico Ágnes Szatmári          | 3-6, 7-5, 6-0    |
| 4.  | 8 luglio 2007    | Internationaler Württembergische Damen-Tennis-Meisterschaften um den Stuttgarter Stadtpokal, Stoccarda | Terra rossa   | Kacjaryna Dzehalevič     | Darija Jurak Carmen Klaschka           | 6-3, 6-2         |
| 5.  | 28 luglio 2007   | Open GDF SUEZ des Contamines-Montjoie, Les Contamines                                                  | Cemento       | Anastasija Pavljučenkova | Petra Cetkovská Sandra Záhlavová       | w/o              |
| 6.  | 18 novembre 2007 | ITF Women's Circuit Kunming, Kunming                                                                   | Cemento       | Urszula Radwańska        | Han Xinyun Xu Yifan                    | 6-4, 6-1         |
| 7.  | 6 aprile 2008    | Koddaert Ladies Open, Torhout                                                                          | Cemento (i)   | Anastasija Pavljučenkova | Stéphanie Cohen-Aloro Selima Sfar      | 6-4, 4-6, [10-8] |
| 8.  | 10 aprile 2009   | Koddaert Ladies Open, Torhout                                                                          | Cemento (i)   | Michaëlla Krajicek       | Julia Görges Sandra Klemenschits       | 6-4, 6-0         |
| 9.  | 28 ottobre 2017  | Internationaux Féminins de la Vienne, Poitiers                                                         | Cemento (i)   | Belinda Bencic           | Mihaela Buzărnescu Nicola Geuer        | 7-6(7), 6-3      |
| 10. | 18 febbraio 2018 | City Of Surprise Women's Open, Surprise                                                                | Cemento       | Misaki Doi               | Jacqueline Cako Caitlin Whoriskey      | 2-6, 6-3, [10-8] |
| 11. | 16 febbraio 2019 | AEGON Pro Series Shrewsbury, Shrewsbury                                                                | Cemento (i)   | Arina Rodionova          | Freya Christie Valerija Savinych       | 6-2, 7-5         |
| 12. | 4 maggio 2019    | Wiesbaden Tennis Open, Wiesbaden                                                                       | Terra rossa   | Anna Blinkova            | Jaimee Fourlis Kathinka von Deichmann  | 6-3, 4-6, [10-3] |
| 13. | 4 febbraio 2023  | Federaçáo Portuguesa de Ténis, Porto                                                                   | Cemento (i)   | Céline Naef              | Alice Robbe Tara Würth                 | 6-1, 6-4         |
| 14. | 19 febbraio 2023 | Burg-Wächter Ladies Open, Altenkirchen                                                                 | Sintetico (i) | Greet Minnen             | Freya Christie Ali Collins             | 6-1, 6-3         |
| 15. | 4 marzo 2023     | Empire Women's Indoor, Trnava                                                                          | Cemento (i)   | Greet Minnen             | Sapfo Sakellaridi Radka Zelníčková     | 6-4, 6-4         |
| 16. | 1º aprile 2023   | Open 3C Seine-et-Marne, Croissy-Beaubourg                                                              | Cemento (i)   | Greet Minnen             | Jodie Burrage Berfu Cengiz             | 6-4, 6-4         |
| 17. | 9 giugno 2023    | Surbiton Trophy, Surbiton                                                                              | Erba          | Sophie Chang             | Alicia Barnett Olivia Nicholls         | 6-4, 6-1         |

#### Sconfitte (10)
| Torneo $100.000 (4) |
| Torneo $80.000 (0)  |
| Torneo $75.000 (0)  |
| Torneo $60.000 (1)  |
| Torneo $50.000 (1)  |
| Torneo $40.000 (0)  |
| Torneo $25.000 (4)  |
| Torneo $15.000 (0)  |
| Torneo $10.000 (0)  |

| N.  | Data             | Torneo                                                | Superficie  | Compagna              | Avversarie in finale                | Punteggio           |
| 1.  | 11 agosto 2007   | Coimbra University Ladies Open, Coimbra               | Cemento     | Magdalena Kiszczyńska | Kira Nagy Neuza Silva               | 6-3, 3-6, 5-7       |
| 2.  | 26 novembre 2007 | Gosen Cup, Makinohara                                 | Sintetico   | Lauren Albanese       | Airi Hagimoto Sakiko Shimizu        | 5-7, 3-6            |
| 3.  | 21 febbraio 2009 | City Of Surprise Women's Open, Surprise               | Cemento     | Ahsha Rolle           | Jorgelina Cravero Ekaterina Ivanova | 1-6, 1-6            |
| 4.  | 1º marzo 2009    | Sheriff Jim Coats Clearwater Women's Open, Clearwater | Cemento     | Maria Elena Camerin   | Lucie Hradecká Michaela Paštiková   | w/o                 |
| 5.  | 17 ottobre 2010  | Koddaert Ladies Open, Torhout                         | Cemento (i) | Michaëlla Krajicek    | Timea Bacsinszky Tathiana Garbin    | 4-6, 2-6            |
| 6.  | 8 giugno 2018    | Surbiton Trophy, Surbiton                             | Erba        | Arina Rodionova       | Ellen Perez Jessica Moore           | 6–4, 5–7, [3–10]    |
| 7.  | 7 giugno 2019    | Surbiton Trophy, Surbiton                             | Erba        | Heather Watson        | Jennifer Brady Caroline Dolehide    | 3–6, 4–6            |
| 8.  | 8 febbraio 2020  | Dow Corning Tennis Classic, Midland                   | Cemento (i) | Valerija Savinych     | Caroline Dolehide Maria Sanchez     | 3-6, 4-6            |
| 9.  | 4 marzo 2022     | Engie Open de Touraine, Joué-lès-Tours                | Cemento (i) | Mona Barthel          | Emily Appleton Ali Collins          | 6-2, 4-6, [6-10]    |
| 10. | 22 ottobre 2022  | Challenger Banque Nationale de Saguenay, Saguenay     | Cemento (i) | Catherine Harrison    | Arianne Hartono Olivia Tjandramulia | 7-5, 6(3)-7, [8-10] |

## Risultati in progressione
| Sigla | Risultato               |
| ----- | ----------------------- |
| V     | Vincitore               |
| F     | Finalista               |
| SF    | Semifinalista           |
| O     | Oro olimpico            |
| A     | Argento olimpico        |
| SF    | Bronzo olimpico         |
| QF    | Quarti di Finale        |
| 4T    | Quarto turno            |
| 3T    | Terzo turno             |
| 2T    | Secondo turno           |
| 1T    | Primo turno             |
| RR    | Round Robin             |
| LQ    | Turno di qualificazione |
| A     | Assente                 |
| ND    | Non disputato           |

| Legenda superfici    |
| -------------------- |
| Cemento              |
| Terra battuta        |
| Erba                 |
| Superficie variabile |

### Singolare nei tornei del Grande Slam
| Torneo             | 2006 | 2007 | 2008 | 2009 | 2010 | 2011 | 2012 | 2013 | 2014 | 2015 | 2016 | 2017 | 2018 | 2019 | 2020 | 2021 | 2022 | 2023 | V–S   |
| ------------------ | ---- | ---- | ---- | ---- | ---- | ---- | ---- | ---- | ---- | ---- | ---- | ---- | ---- | ---- | ---- | ---- | ---- | ---- | ----- |
| Australian Open    | A    | A    | Q2   | 1T   | 4T   | 2T   | 1T   | 3T   | 2T   | 4T   | 1T   | 1T   | A    | A    | A    | A    | A    | A    | 10–9  |
| Open di Francia    | A    | A    | 1T   | 2T   | 3T   | 3T   | 1T   | 1T   | 2T   | 1T   | 3T   | 1T   | 1T   | A    | A    | A    | A    | A    | 8–11  |
| Wimbledon          | A    | A    | 1T   | 1T   | 3T   | 4T   | 3T   | 1T   | 2T   | 1T   | 1T   | 2T   | 3T   | 2T   | A    | A    | 2T   | 1T   | 13–14 |
| US Open            | A    | A    | 1T   | SF   | 4T   | 2T   | 2T   | 1T   | 1T   | 2T   | 1T   | 2T   | 1T   | A    | 1T   | A    | A    | 2T   | 13–13 |
| Vittorie-sconfitte | 0–0  | 0–0  | 0–3  | 6–4  | 10–4 | 7–4  | 3–4  | 2–4  | 3–4  | 4-4  | 2-4  | 2-4  | 2-3  | 1-1  | 0-1  | 0-0  | 1-1  | 1-2  | 44–47 |

## Vittorie contro giocatrici top 10
| Stagione | 2010 | 2011 | 2012 | 2013 | Totale |
| -------- | ---- | ---- | ---- | ---- | ------ |
| Vittorie | 1    | 1    | 1    | 2    | 5      |

| #    | Giocatrice          | Ranking | Evento                               | Superficie  | Turno | Punteggio           | Rank. YWR |
| ---- | ------------------- | ------- | ------------------------------------ | ----------- | ----- | ------------------- | --------- |
| 2010 |                     |         |                                      |             |       |                     |           |
| 1.   | Agnieszka Radwańska | 9       | Fed Cup, Bydgoszcz                   | Cemento (i) | WG II | 1-6, 7-6(6), 7-5    | 15        |
| 2011 |                     |         |                                      |             |       |                     |           |
| 2.   | Li Na               | 7       | Dubai Tennis Championships, Dubai    | Cemento     | 2T    | 6(6)-7, 7-6(6), 6-2 | 25        |
| 2012 |                     |         |                                      |             |       |                     |           |
| 3.   | Marion Bartoli      | 10      | Bank of the West Classic, Stanford   | Cemento     | QF    | 6–3, 6–2            | 37        |
| 2013 |                     |         |                                      |             |       |                     |           |
| 4.   | Petra Kvitová       | 8       | Eastbourne International, Eastbourne | Erba        | 2T    | 3-6, 6-4, 7-5       | 51        |
| 5.   | Marija Kirilenko    | 10      | Eastbourne International, Eastbourne | Erba        | QF    | 6-2, 1-6, 7-5       | 51        |